# Porto de Manzanillo
O Porto de Manzanillo é um porto marítimo na cidade de Manzanillo no oeste do estado de Colima no centro-oeste do México, cerca de 250 km ao noroeste do Porto de Lázaro Cárdenas. A Comercialização a partir do Porto de Manzanillo, são as exportações que incluem peixe, milho, óleo de copra, limões, bananas, conservas, vinhos, madeira e minerais. É um porto estratégico para rotas marítimas do Oceano Pacífico, para os portos da costa leste dos Estados Unidos, Canadá, América do Sul, da Ásia e Oceania.

## História do Porto
A aldeia de Tzalahua foi localizada no local que hoje é o Porto de Manzanillo, no período pré-colombiano. Em 1527, os europeus chegaram, Álvaro de Saavedra descobriu a baía de Manzanillo em 1527, dando-lhe o nome de Santiago da Boa Esperança. O novo assentamento foi o ponto de partida para várias das principais expedições espanholas.
Gonzalo de Sandoval procurava um porto seguro para construção de navios. Antes de deixar a área, Sandoval falou com nativos locais, em uma enseada que é hoje chamada Playa de Audiencia. Grande parte da frota de Sandoval, que conquistou as Filipinas foi construída na aldeia. Buscando os tesouros da China, Hernán Cortés em sua jornada de 1533 para o Golfo da Califórnia foi fornecido com navios construídos em Tzalahua. Cortés usou a baía duas vezes para escapar de piratas portugueses. A história do Porto de Manzanillo está cheio de contos de piratas saqueando e queimando navios na baía.
O Porto de Manzanillo abriu em 1825, em homenagem a um rico bosque de árvores, chamado Manzanillo que foi usado para a construção naval. Foi designada uma cidade em 1873, e da estrada de ferro chegou em 1889. Em 1908, o Porto de Manzanillo estava ligado a Guadalajara por via férrea. O Porto de Manzanillo era a capital do Estado de Colima brevemente em 1915, quando Pancho Villa invadiu a cidade.
O porto foi recentemente modernizados para servir hoje grandes navios transoceânicos. O maior porto na costa oeste do México, pode acomodar navios de 30 mil TPB. O Porto de Manzanillo se orgulha de seu status como a "Capital Sailfish do Mundo." Torneios de pesca são realizadas lá todo mês de novembro e fevereiro com prêmios fantásticos. Na década de  80, o filme "10" foi filmado lá, e tem sido palco de vários programas de televisão.

## O Comércio do Porto
O Porto de Manzanillo, em termos de volume de carga, é o porto mais movimentado do México. A Administración Portuária Integral de Manzanillo S.A de C.V (API), é a autoridade portuária para o Porto de Manzanillo. A API Manzanillo é uma autarquia federal criada em 1993, com um título de concessão de 50 anos para administrar, promover, construir, desenvolver e manter o Porto de Manzanillo. A missão sa API é fazer contribuições positivas para as cadeias de produção para o tráfego nacional e internacional, que também contribui para o crescimento econômico da região.
Buscando ampliar a capacidade do porto, a API do Porto de Manzanillo fez melhorias no início de 2000, que incluiu a dragagem dos canais e bacias de giro para 16 metros, ampliando a norte da bacia, construção de novas docas, áreas a beira-mar de dragagem para a criação de novo espaço para o desenvolvimento, construção de um novo centro de distribuição de carga, e expandir a auto-estrada para Jalipa. O Porto de Manzanillo serve 15 estados dentro México e 26 linhas de transporte com destino a 74 portos ao redor do mundo.
Em 1995, o Porto de Manzanillo começou a privatizar seus terminais, instalações e serviços. Hoje, todos os serviços do porto são operados por empresas privadas, e o Porto de Manzanillo continua a procurar novos investidores, para a construção de infra-estrutura portuária e de manutenção. Em 2008, 1.871 navios comerciais e 30 navios de cruzeiros aportaram no Porto de Manzanillo. O Porto de Manzanillo manipulou cerca de 22,3 milhões de toneladas de carga em 2008, incluindo 1,4 milhões de TEUs de carga contentorizada e recebeu quase 80,5 mil passageiros naquele ano.
O Porto de Manzanillo abrange 437 hectares, incluindo água, docas e áreas de armazenamento, tem 17 docas, 14 hectares de áreas de armazenamento, 13,5 quilômetros de linhas ferroviárias, e 5,4 quilômetros de estradas. O desenvolvimento mais infra-estrutura tem se concentrado no Porto Interior San Pedrito, com terminais especializados e instalações, com uma área pouco desenvolvida reservados para o crescimento futuro do porto. Os operadores privados também têm 14 terminais e um serviço de trem duas vezes maior na pilha de Porto de Manzanillo.
O canal do Porto de Manzanillo de acesso é de 500 metros de comprimento, e até 14 metros de profundidade. O norte da bacia de viragem contém três posições de encaixe, que podem receber navios até 300 metros de comprimento com 16 metros de projeto. O sul da bacia de viragem contém três posições de encaixe, para acomodar navios de 300 metros de comprimento com 14 metros de projeto.
O Porto de Manzanillo tem 14 terminais privados, e instalações especializadas que tratam de todos os tipos de carga. A facilidade de manipulação de gesso pode carregar até 2.000 mil toneladas por hora, e com a instalação tem capacidade para armazenar 60 mil toneladas de gesso. O Terminal de pesca contém grandes refrigeradores que podem armazenar até 3,500 toneladas de produtos do mar.
O Terminal de contêineres pode servir três navios ao mesmo tempo, e pode lidar com até 120 contêineres por hora navio. O Porto de Manzanillo tem três polivalentes terminais que lidam com carga geral e conteinerizada. A facilidade de manuseio de produtos líquidos a granel, pode armazenar 13,9 mil metros cúbicos de produtos como de palma e óleo de peixe. O armazém de produtos perecíveis é refrigerado e pode armazenar até três mil toneladas.
O operador privado APASCO comanda um armazém de cimento a granel, que pode armazenar até 25 mil toneladas, e a CEMEX opera dois armazéns que cobrem 10,5 mil metros quadrados de clínquer com 50 mil toneladas de capacidade, e cimento a granel 16 mil toneladas de capacidade.
A comercializadora La Junta opera uma instalação de granéis agrícolas no Porto de Manzanillo, que abrange 35,1 mil metros quadrados e tem capacidade para armazenar 50 mil toneladas, e para descarregar 100 toneladas por hora. A Corporación Multimodal opera uma instalação de 7,4 mil metros quadrados para produtos refrigerados que podem armazenar até três mil toneladas. A Granelera Manzanillo opera uma instalação em massa agrícola que cobre 10,8 mil metros quadrados, e tem capacidade para armazenar 21 mil toneladas e para descarregar 90 toneladas por hora. O Frigorífico Manzanillo tem uma instalação de 14,5 mil metros quadrados que trata de produtos refrigerados e fluidos. A Terminal Pesquera trata de produtos marítimos, e a Marfrigo opera uma câmara de congelador de 2,2 milhões metro quadrado para os peixes.
A Exploración de Yeso opera uma massa mineral, com facilidade na manipulação de de 25,1 mil metros quadrados, que podem armazenar até 50 mil toneladas de minerais, de preferência à base de gesso. A Petróleos Mexicanos opera um terminal de hidrocarbonetos com um cais de duas posições, para a realização e recebimento de combustível. A TEPSA opera uma unidade especializada que cobre 17,8 mil metros quadrados, e tem capacidade para 13,9 mil metros cúbicos de líquidos.
A México SSA Puerto de Manzanillo opera um terminal de contêineres 133,2 mil metros quadrados que pode armazenar 14,3 mil TEUs completos, e 2,4 mil TEUs vazios de carga contentorizada. A Manjalba opera uma instalação de armazenagem de contêineres cobrindo 16,6 mil metros quadrados. A Operadora de la Cuenca del Pacífico opera uma 42,6 mil metros quadrados de instalação multi-usos com capacidade para armazenar 2,8 mil TEUs de carga de contêineres. O Terminal Internacional de Manzanillo opera uma 35,8 mil metros quadrados do terminal, para cargas multi-usos com capacidade para 892 TEUs.